# Татра T1
Татра T1 е модел четириосни трамваи за еднопосочно движение, произвеждани в периода от 1952 до 1958 г. от „Tatra Smíchov“ в Прага, Чехословакия. Това е първият модел на трамвая Татра.
През 1951 година са били произведени два прототипа от трамвайните мотриси Татра T1 по поръчка на Чехословакия.

## Конструкция
Трамвай Татра T1 е четириосен с една кабина и една секция. Има три врати. Мотрисата разполага с четири тягови двигателя. Водещи са първата и втората талига. Ширината на талигите е 1435 mm, но има и с ширина 1000 mm. Трамвай има резисторно управление тип TR32.

## Технически параметри
- Дължина (без съединител): 13,3 m
- Широчина: 2,4 m
- Височина: 3,1 m
- Междурелсие: 1000 мм и 1435 мм
- Тегло на празна мотриса: 16,6 t
- Максимален брой пътници: 94
  - седящи: 26
  - правостоящи: 69
- Максимална мощност: 4 х 40 kW
- Напрежение: 600 V DC
- Максимална скорост: 60 km/h[1]

## Разпространение

### Чехия
| Град            | Тип | Година на доставяне | Брой мотриси | Инвентарни номера | Забележки |
| --------------- | --- | ------------------- | ------------ | ----------------- | --------- |
| Мост – Литвинов | T1  | 1957 – 1958         | 34           | 201 – 234         |           |
| Оломоуц         | T1  | 1957 – 1958         | 10           | 101 – 110         |           |
| Острава         | T1  | 1955 – 1957         | 44           | 501 – 544         |           |
| Пилзен          | T1  | 1955 – 1957         | 33           | 101 – 133         |           |
| Прага           | T1  | 1951 – 1956         | 133          | 5001 – 5133       |           |

### Полша
| Provoz  | Článek | Typ  | Roky dodávek | Počet vozů | Evidenční čísla | Poznámky |
| ------- | ------ | ---- | ------------ | ---------- | --------------- | -------- |
| Варшава | T1     | 1955 | 2            | 501, 502   |                 |          |

### Русия
| Град          | Тип | Година на доставяне | Брой мотриси | Инвентарни номера | Междурелсие | Забележки |
| ------------- | --- | ------------------- | ------------ | ----------------- | ----------- | --------- |
| Ростов на Дон | T1  | 1957                | 20           | 301 – 320         |             |           |

### Словакия
| Град   | Тип | Година на доставяне | Брой мотриси | Инвентарни номера | Междурелсие | Забележки |
| ------ | --- | ------------------- | ------------ | ----------------- | ----------- | --------- |
| Кошице | T1  | 1956 – 1958         | 11           | 201 – 211         |             |           |

Забележка: Това е резюме на нови мотриси, доставени директно от производителя.